# Cornopass
Der Cornopass (italienisch Passo del Corno) ist ein Saumpfad in den Schweizer Alpen und verbindet als Wanderweg den Kanton Wallis mit dem Kanton Tessin. In südwestlicher Richtung liegt rund ein Kilometer entfernt der Griespass an der Landesgrenze zu Italien. Gut zwei Kilometer nördlich liegt der Nufenenpass mit einer gut ausgebauten Passstrasse. 

## Weblinks

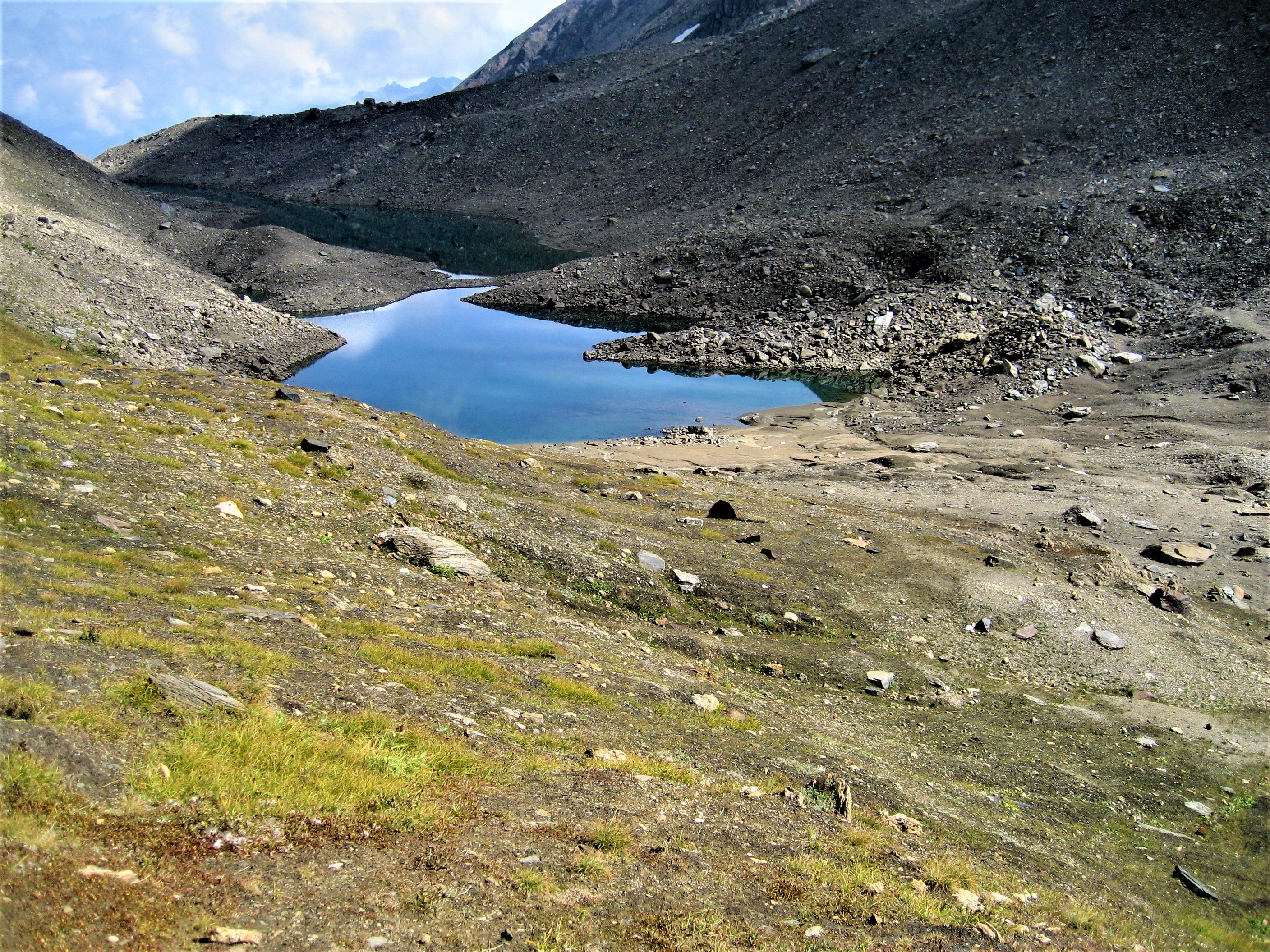
Auf dem Cornopass (September 2009)

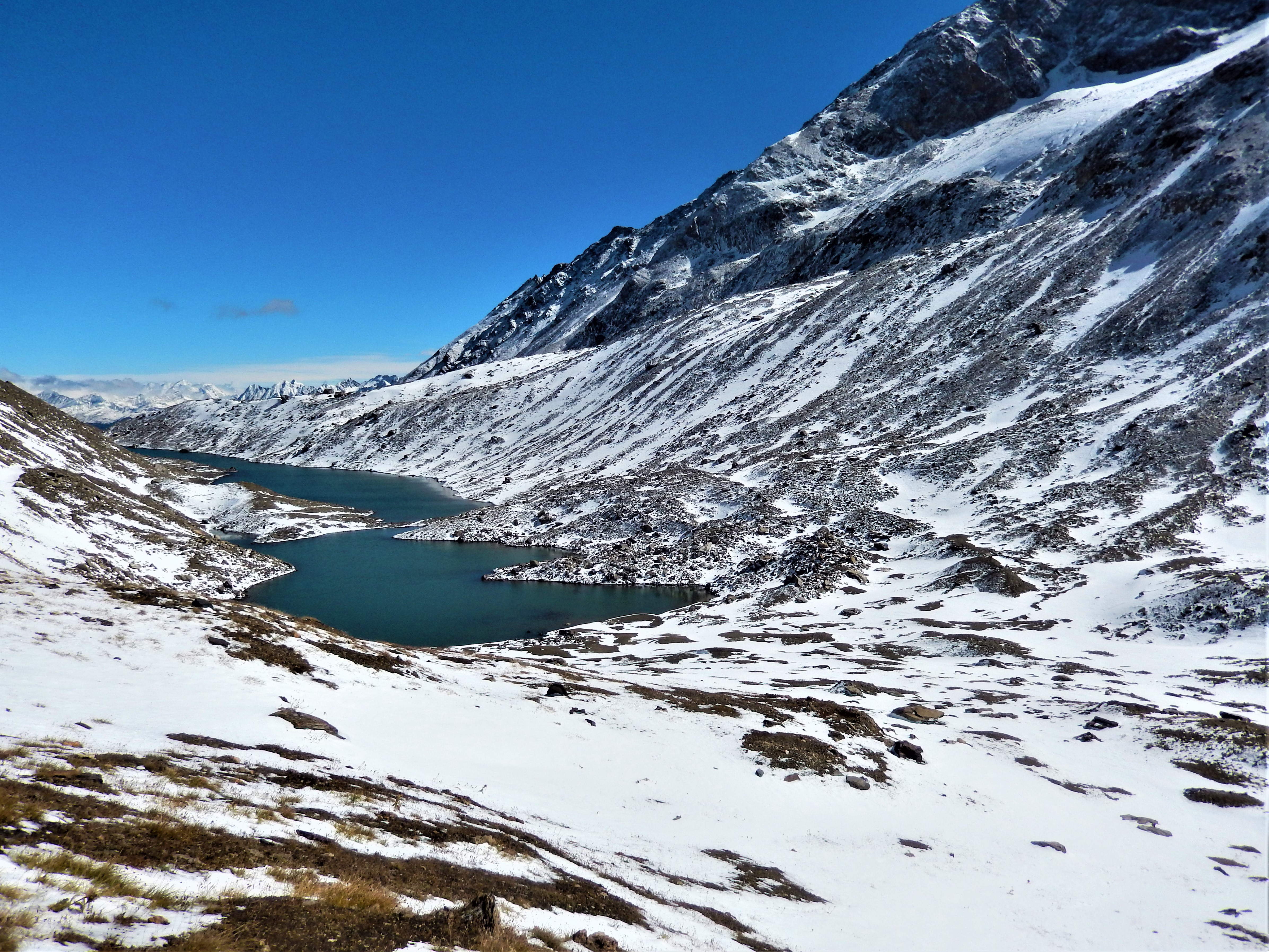
Auf dem Cornopass (September 2015)